# Canoe.com
Canoe.com – kanadyjski anglojęzyczny portal internetowy i sieć stron, będąca spółką zależną od Postmedia Network.
Portal powstał 4 marca 1996 roku. Słowo Canoe w języku angielskim oznacza czółno i w zamyśle twórców było skrótem od Canadian Online Explorer. Siedziba znajduje się w Toronto, pod adresem 333 King Street East.
Początkowo Canoe było wspólnym przedsięwzięciem Sun Media i Rogers Communications i udostępniało treści takich mediów jak Toronto Sun, Calgary Sun, Edmonton Sun, Ottawa Sun, Financial Post, Maclean's i radio 680News.